# سیمین‌درازباله‌ها
سیمین‌درازباله‌ها (نام علمی: Spirinchus) نام یک سرده از تیره سیمین‌ماهی است.